# ISS-Expeditie 11
ISS Expeditie 11 was de elfde missie naar het Internationaal ruimtestation ISS. De missie begon op 17 april 2005. Er werd één ruimtewandeling uitgevoerd door de bemanning. Deze duurde 4 uur en 58 minuten.
Roberto Vittori was ook aan boord van het Sojoez TMA-6 ruimteschip. Hij ging na een week terug met de bemanning van ISS Expeditie 10 met het Sojoez TMA-5 ruimteschip. Deze korte missie van Vittori was onderdeel van een afspraak tussen de ESA en RSA.

## Bemanning
| Positie           | Ruimtevaarder                          |                                        |
| ----------------- | -------------------------------------- | -------------------------------------- |
| Bevelhebber       | Sergej Krikaljov, RSA 6e ruimtevlucht  | Sergej Krikaljov, RSA 6e ruimtevlucht  |
| Flight Engineer 1 | John L. Phillips, NASA 2e ruimtevlucht | John L. Phillips, NASA 2e ruimtevlucht |